# Björkö (Kvarken)
Pour les articles homonymes, voir Björkö.
Björkö est une île du Kvarken en Finlande, au nord de Replot dans le golfe de Botnie appartenant à la municipalité de Korsholm.
Elle a formé sa propre municipalité de Björköby jusqu'en 1973.